# Daniel Dearing
Daniel Dearing (Toronto, 13 de janeiro de 1990) é um jogador de voleibol de praia canadense.

## Carreira
Em 2009, formava dupla com Garrett May, disputando o Campeonato Mundial Sub-21 em Blackpool, obtendo o vigésimo quinto lugar, no mesmo ano com Chaim Schalk disputou o Circuito NORCECA em Tijuana e terminaram na quarta posição
Em 2014 estreou no circuito mundial, no Aberto de Puerto Vallarta, ao lado de Sam Schachter, depois, retomou com Garret May, terminando na quinta posição no Aberto de Mangaung, além da disputa do Circuito NORCECA na conquista do quarto lugar em Boquerón, Cabo Rojo e o título em Chula Vista.No ano de 2015 renovaram a parceria e obtiveram  disputaram pelo circuito mundial, os Abertos de Lucerna, Rio de Janeiro e Xiamen, Grand Slams de São Petersburgo e Long Beach. No Circuito NORCECA de 2015 conquistaram o no Circuito NORCECA o terceiro lugar nas Ilhas Cayman, vice-campeonato em Punta Cana, oitavo lugar na de North Bay e o quarto lugar em Tavares (Flórida).
Em 2016 disputou ao lado de Garret May o circuito mundial  o Aberto de Puerto Vallarta e Doha. No ano de 2018 disputou o Huntington Beach Young Guns ao lado de Josh Binstock. Em 2021 esteve com Ivan Reka nos torneios uma estrela de Warsaw, Apeldoorn e Nijmegen.
Em 2022 com Sam Schachter disputou o Challenge de Tlaxcala, Doha e Kuşadası, juntos disputaram o Campeonato Mundial de Roma.	

## Títulos e resultados
- Etapa de Chula Vista do Circuito NORCECA de Vôlei de Praia:2014
- Etapa de Punta Cana do Circuito NORCECA de Vôlei de Praia:2015
- Etapa de Ilhas Cayman do Circuito NORCECA de Vôlei de Praia:2015
- Etapa de Tavares do Circuito NORCECA de Vôlei de Praia:2015
- Etapa de Cabo Rojo do Circuito NORCECA de Vôlei de Praia:2014
- Etapa de Tijuana do Circuito NORCECA de Vôlei de Praia:2009